# Cyclisme aux Jeux méditerranéens de 2001
Navigation
Édition précédente Édition suivante
Les compétitions de cyclisme des Jeux méditerranéens de 2001 se sont déroulées à Tunis en Tunisie.
L'Espagne et l'Italie ont remporté les deux épreuves au programme.
Franck Laurance de l'équipe de France prend la quatrième place de l'épreuve en ligne, au sein d'un groupe où figure un autre Français, Guillaume Lejeune, finalement 14e.

## Programme
Deux épreuves masculines sont au programme : 
- la course en ligne d'une distance de 159 kilomètres ;
- le contre-la-montre d'une distance de 39,3 kilomètres.

## Podiums hommes
| Compétitions                 | Or                     | Argent               | Bronze                     |
| ---------------------------- | ---------------------- | -------------------- | -------------------------- |
| Course en ligne individuelle | Denis Bertolini Italie | Alberto Loddo Italie | Alejandro Valverde Espagne |
| Contre-la-montre individuel  | Sergi Escobar Espagne  | Juri Alvisi Italie   | Maurizio Biondo Italie     |

## Tableau des médailles
| Rang  | Nation  | Or | Argent | Bronze | Total |
| ----- | ------- | -- | ------ | ------ | ----- |
| 1     | Italie  | 1  | 2      | 1      | 4     |
| 2     | Espagne | 1  | 0      | 1      | 2     |
| Total | Total   | 2  | 2      | 2      | 6     |